# 化糞池
化糞池，是為一些沒有連接公共排污系統的樓宇而設的小型污水處理系統，包括一個或多個水池及化糞系統。污水在進入水池時，細菌會對污物進行無氧分解，並會使固體廢物體積減少，再經過沉澱後排出，水質污染程度就會相對降低，但是如果排水直接接駁雨水排水系統，附近的河道依然會受到某程度的影響。

### 引用
1. ↑  Tilley, Elizabeth; Ulrich, Lukas; Lüthi, Christoph; Reymond, Philippe; Zurbrügg, Chris.  2nd. Duebendorf, Switzerland: Swiss Federal Institute of Aquatic Science and Technology (Eawag).   [2016-12-01]. ISBN 978-3-906484-57-0. （原始内容存档于2015-05-26）.
2. ↑  王証恆. . 香港01. 2016-11-28  [2020-12-21]. （原始内容存档于2019-08-12） （中文（香港））.

## 進一步閱讀
- LaMoreaux, Philip E.; Tanner, Judy T. . Springer Science & Business Media. 2001-07-27  [2020-12-21]. ISBN 978-3-540-61841-6. （原始内容存档于2020-08-03） （英语）.
- Glynn, Pierre D.; Plummer, L. Niel. . Hydrogeology Journal. 2005-03, 13 (1): 263–287. ISSN 1431-2174. doi:10.1007/s10040-004-0429-y （英语）.